# Marzi (strip)
Marzi is een Frans-Poolse stripreeks die begonnen is in juni 2005 met Marzena Sowa als schrijver en Sylvain Savoia als tekenaar. De reeks wordt uitgegeven bij Dupuis.
De Engelstalige uitgave door Vertigo-DC werd genomineerd voor een Alex Award (prijs uitgereikt door Amerikaanse bibliothecarissen) en een Eisner Award (Amerikaanse stripprijs).

## Albums
In het Frans verschenen er zeven albums. In het Nederlands werd vertaald:
1. Karpertje